# Volvulella recta
Volvulella recta är en snäckart som först beskrevs av Morch 1875.  Volvulella recta ingår i släktet Volvulella och familjen Retusidae. Inga underarter finns listade i Catalogue of Life.